# 阿島擬雀鯛
阿島擬雀鯛，為鱸形目鱸亞目擬雀鯛科的其中一種，為熱帶海水魚，分布於印度洋波斯灣、阿曼灣、斯里蘭卡及巴基斯坦海域，深度可達25公尺，本魚體延長，體色黃色至橙色，上頷、額頭、背鰭及尾鰭上緣棕色至黑色，鰓蓋下緣、吻部經眼下方至鰓蓋上緣、額至背鰭基底、尾鰭、背鰭、臀鰭皆有藍色條紋，體長可達7公分，棲息在外海有遮蔽的珊瑚礁、岩礁區，具有地域性，具有性別變化，可做為觀賞魚。

## 擴展閱讀
維基物種上的相關：阿島擬雀鯛